# بوليتو

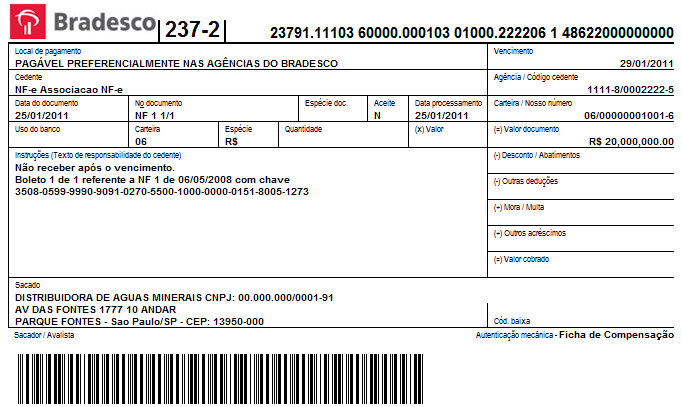
مثال للمخطط الافتراضي للبوليتو الذي حدد اتحاد البنوك في البرازيل (FEBRABAN)

بوليتو بانكاريو (Boleto Bancário)، أو فقط بوليتو (Boleto) (بـ الإنجليزية: يعني تذكرة خفض الفواتير) هو طريقة للدفع في البرازيل ينظمها فيبرابان (FEBRABAN)، وهو الاسم المختصر لاتحاد البنوك في البرازيل.

## كيفية العمل
تتضمن طريقة الدفع هذه أربعة أطراف:
- التاجر - وهو الشركة أو الفرد الذي يُصدِر البوليتو وهو الذي يحصل في النهاية على قيمته الاسمية.
- مصرف الإصدار - على الرغم من أن هذا المصرف في الواقع لا يُصدر البوليتو بنفسه، فالتاجر هو الذي يقوم بالإصدار، إلا أن مصرف الإصدار هو المؤسسة المالية التي وفرت للتاجر حسابًا مصرفيًا، وقد وقع التاجر في وقتٍ سابق عقدًا للحصول على بطاقة هوية للتاجر، وبمجرد حصول التاجر على بطاقة الهوية الخاصة به، فإنه يكون في حاجة إلى برنامج كمبيوتر لإنشاء وثيقة تحمل رمزًا شريطيًا (البوليتو).
- المدفوع له - الشركة أو الفرد الذي تم إصدار البوليتو ضده وسيكون لزامًا عليه دفع قيمته الاسمية لأحد المحصلين المفوضين.
- المحصلون - جميع البنوك، ومكاتب البريد، ووكلاء اليانصيب، وبعض الشركات الخاصة التي تُعد جزءًا من شبكة نظام الدفع البرازيلي الذي نظمه اتحاد البنوك في البرازيل (فيبرابان).

## كيفية دفع البوليتو
يمكن دفع البوليتو لدى ماكينات الصرف الآلي، والمنشآت الفرعية والإنترنت البنكي لأي بنك، ومكاتب البريد، ووكيل اليانصيب، وبعض الشركات الخاصة مثل محلات السوبر ماركت والصيدليات حتى تاريخ استحقاقها. وبعد تاريخ الاستحقاق، لا يمكن دفعه إلا في أحد مقرات بنك الإصدار.
وحده وكيل المحصل المعتمد من يمكنه تحصيل البوليتو في الأراضي البرازيلية. وقد انضمت جميع البنوك البرازيلية، ومكاتب البريد (كوريوس (Correios))، ووكالات اليانصيب، بالإضافة إلى بعض الشركات التابعة للقطاع الخاص لهذا النظام.

## البرمجيات مفتوحة المصدر الخاصة بتجميع خوارزمية الرمز الشريطي
- تجارة البوليتو[2] لتجارة الدروبال (Drupal).[3]

تستفيد تجارة البوليتو من الرخصة العامة (GPL) لمكتبة بوليتو (PHP)

## وصلات خارجية
- اتحاد البنوك في البرازيل
- البنك المركزي البرازيلي